# Enric de Valenciennes
Enric de Valenciennes va ser un historiador i cronista franc (Comtat d'Hainaut) del segle xiii que va arribar a Constantinoble amb la Quarta Croada. Pertanyia al clergat, fou possiblement escrivà i és la font fonamental per conèixer els successos que van tenir lloc en la Constantinoble ocupada pels Llatins sobretot en el període de maig de 1208 a juliol de 1209. A més continuà les històries de Godofreu I de Villehardouin.
La seva obra més coneguda és Histoire de l'empereur Henri de Constantinople (en català Història de l'Emperador Enric de Constantinoble). En ella narra les vicissituds del regnat d'Enric de Flandes (1206-1216), que va ascendir al tron en morir Balduí I, que va morir en Veliko Tàrnovo després de ser capturat en Adrianòpolis en 1205 lluitant contra una aliança romanobúlgara.
Enric de Valenciennes és una font de primer ordre per estudiar els successos esdevinguts entre maig de 1208 i juliol de 1209 tals com:
- Les relacions i rivalitats entre els senyors llatins (coneguda o denominada com la Guerra dels Lombards).
- Les lluites entre valacos i cumans.
- La intervenció en els problemes successoris a Bulgària.
- Els assumptes sobre el Despotad de l'Epir i les aproximacions diplomàtiques dels llatins a dita estada.
- Sobre l'Imperi de Nicea proporcionant dades sobre l'aliança dels Comnens de Trebisonda contra Teodor I Làscaris a causa de la qual Nicea va haver d'abandonar el lloc de Heraclea en el Pont.